# Хонг Сјиућуан
Хонг Сјиућуан (1. јануар 1814 – 1. јун 1864), рођен као Хонг Хуокиу и са љубазним именом Ренкун, био је кинески револуционар и верски вођа који је предводио Тајпиншки устанак против династије Ћинг. Он је успоставио Небеско краљевство Таипинг над великим деловима јужне Кине, са собом као њеним „небеским краљем“.
Рођен у породици Хака у Гуангдонгу, Хонг је тврдио да је доживео мистичне визије након што није положио царски испит. Почео је да верује да је његов небески отац Бог Отац, да је његов старији брат био Исус Христ, и да му је наређено да ослободи свет обожавања демона. Одбацио је конфучијанизам и почео да пропагира своју јединствену верзију хришћанства у јужној Кини. Његов сарадник Фенг Јуншан је тада основао Друштво за обожавање Бога да би ширило Хонгово учење. До 1850. године, Хонгова секта је имала преко 10.000 следбеника и све више долазила у сукоб са властима Ћинга.
Јануара 1851, Хонг је организовао побуњеничке армије и разбио Кинг снаге код Ђинтиана, што је означило почетак Таипинг побуне. Затим се прогласио Небеским Краљем Небеског Царства Мира. Таипинг побуњеници су заузели град Нанђинг у марту 1853. и прогласили га небеском престоницом краљевства, након чега се Хонг повукао у своју нову палату и почео да влада путем прогласа. Постајао је све сумњичав према Јангу Ксиукингу, свом колегу Таипинг вођи, и пројектовао је Јангово убиство у чистци 1856. која је прерасла у даљу чистку више Таипинг вођа. Краљевство је постепено губило тло под ногама и јуна 1864., суочен са напредовањем Ћинга, Хонг је умро након периода болести, а наследио га је његов син Хонг Тиангуифу. Нанђинг је пао месец дана касније.